# Berengar Elsner von Gronow (Politiker, 1978)

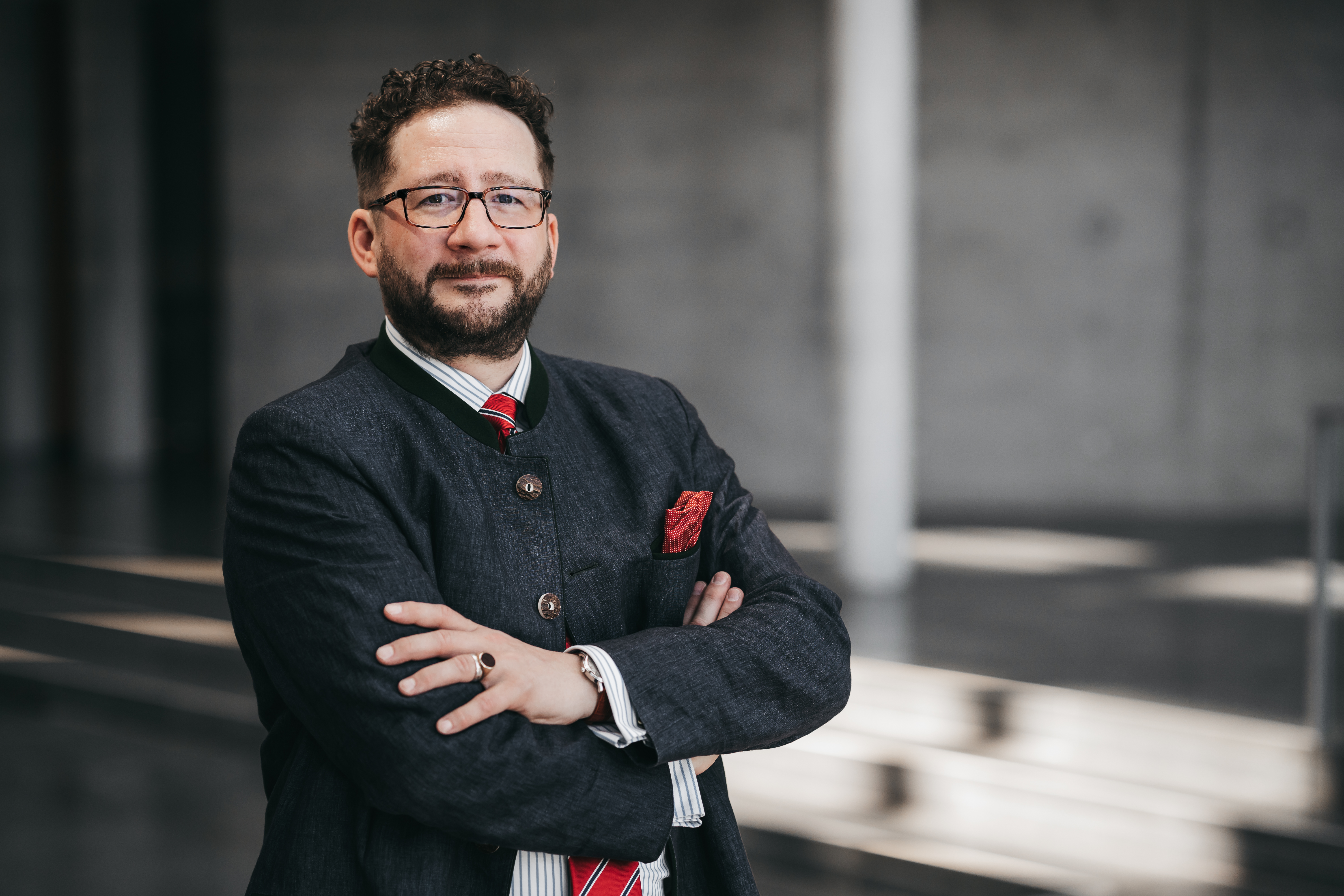
Berengar Elsner von Gronow (2020)

Gerhard Helmuth Berengar Elsner von Gronow (* 7. Januar 1978 in Bonn-Bad Godesberg) ist ein ehemaliger deutscher Politiker (AfD). Er war von 2017 bis 2021 Mitglied des Deutschen Bundestages.

## Werdegang

### Jugend und Beruf
Berengar Elsner von Gronow wuchs in Soest (Westfalen) auf. Er wurde nach dem Abitur Zeitsoldat bei der Marine. Er absolvierte eine Ausbildung zum Reserveoffizier der Marine und trägt den Dienstgrad Kapitänleutnant d.R. Im Jahr 2009 betrieb von Gronow einen Imbisswagen in Halle/Saale (nach eigenen Angaben "Gastronomie-Unternehmen") neben seinen Studien der Betriebswirtschaftslehre, Geschichte und Politik an der Martin-Luther-Universität Halle-Wittenberg, ohne Abschluss. Nach seiner Rückkehr nach Soest unterstützte er seine Eltern als Vertriebsleiter und E-Commerce-Manager im heimischen Kunstgewerbe-Vertrieb und engagierte sich zusätzlich politisch und gesellschaftlich unter anderem im Volksbund Deutsche Kriegsgräberfürsorge und für die Deutsche Stiftung Denkmalschutz. Er selbst gibt auf dem Portal abgeordnetenwatch.de bei seiner beruflichen Qualifikation „eCommerce Manager“ und beim WDR „Vertriebsleiter“ an.

### Politik
Im Jahr 2013 trat Elsner von Gronow in die AfD ein. Er wurde in den Landesvorstand der AfD von Nordrhein-Westfalen gewählt [was fraglich ist, keine Quelle gefunden] und trat als Position 1 der AfD-Liste für den Stadtrat Soest bei der Kommunalwahl 2014 an. Bis September 2017 war er Mitglied im Rat der Stadt Soest. Er war von 2020 bis 2021 Sprecher des AfD-Kreisverbandes Soest und Vorsitzender des Bundeskonvents, des höchsten Beschlussgremiums zwischen den Parteitagen. Bei der Bundestagswahl 2017 trat er als Direktkandidat des Wahlkreises Soest an, in dem er 8,9 % der Stimmen erzielte und wurde über die Landesliste Nordrhein-Westfalens in den 19. Deutschen Bundestag gewählt. 
Im Juli 2017 wählte die Interessengemeinschaft Alternative Mitte-NRW, eine gemäßigt-konservative Strömung innerhalb der AfD, die sich innerparteilich vom rechtsextremen „Flügel“ um Björn Höcke abgrenzen wollte, Berengar Elsner von Gronow zu ihrem Sprecher. In einem Facebook-Beitrag erklärte er, genug zu haben von „Versuchen einer Minderheit, die Deutungshoheit über die Partei“ zu gewinnen und davon, dass „Äußerungen von Mitgliedern unserer Partei geeignet sind, der Wählerschaft das Bild einer nicht nur rechtspopulistischen, nein sogar einer rechtsextremen Partei zu vermitteln“.
Die damalige AfD-Vorsitzende Frauke Petry begrüßte die Gründung der bürgerlich-moderaten Parteigruppierungen. „Ich freue mich, dass diese und andere Basis-Initiativen den realpolitischen Mut zeigen, an dem es in weiten Teilen der Parteiführung viel zu lange gefehlt hat“, sagte sie. Elsner von Gronow bezeichnete auf Facebook die Gründung als Versuch, „endlich auch den Gemäßigten, den Bürgerlichen eine wahrnehmbare und konzertierte Stimme zu geben“.
Im 19. Deutschen Bundestag war Berengar Elsner von Gronow ordentliches Mitglied des Verteidigungsausschusses, des Gemeinsamen Ausschusses sowie des Ausschusses für Ernährung und Landwirtschaft. Zudem war er als stellvertretendes Mitglied im Ausschuss für Inneres und Heimat vertreten. Weiterhin gehörte er dem 1. Untersuchungsausschuss des Verteidigungsausschusses gemäß Artikel 45a Abs. 2 GG ("Beraterverträge") an.
2018 wurde Berengar Elsner von Gronow zum Vorsitzenden der Deutsch-Nordischen Parlamentariergruppe gewählt, deren vornehmliche Aufgabe der kontinuierliche Dialog mit den Parlamenten der Partnerstaaten ist.
2019 wurde er Mitglied der Deutsch-Französischen Parlamentarischen Versammlung, an deren konstituierenden Sitzung er am 25. März 2019 in Paris teilnahm.
Elsner von Gronow erhielt keinen Platz auf der AfD-Landesliste für die Bundestagswahl 2021. Er trat im Bundestagswahlkreis Soest als Direktkandidat an, wo er mit 7,99 % auf den fünften Platz kam.

### Privates
Elsner von Gronow ist katholisch, ledig und ein Enkel des NSDAP-Politikers Berengar Elsner von Gronow. Zudem ist er Mitglied im Soester Männerchor, dem Verband der Reservisten der Deutschen Bundeswehr und einem Schützenverein. Er ist Jäger und Alter Herr des Corps Palaiomarchia Halle.